# Sanja Vučić

Sanja Vučić (2016)

Sanja Vučić (serbisch-kyrillisch Сања Вучић; * 8. August 1993 in Kruševac) ist eine serbische Sängerin. Sie vertrat ihr Land beim Eurovision Song Contest 2016 in Stockholm und beim Eurovision Song Contest 2021 in Rotterdam.

## Karriere
Vučić schloss sich im April 2012 als Sängerin der Band ZAA an, mit der sie auf diversen Festivals in den Balkanstaaten auftrat. Im März 2016 wurde sie vom serbischen Fernsehsender RTS intern ausgewählt, Serbien beim Eurovision Song Contest 2016 mit dem Lied Goodbye (Shelter) zu vertreten. Sie konnte sich im 2. Halbfinale für das Finale qualifizieren und erreichte im Finale den 18. Platz.
Sie war bis 2022 Mitglied der 2017 gegründeten Girlgroup Hurricane. Als Teil dieser Gruppe gewann sie am 1. März 2020 bei der Show Beovizija 2020 und hätte somit Serbien beim Eurovision Song Contest 2020 in Rotterdam vertreten. Dieser wurde allerdings am 18. März 2020 aufgrund der COVID-19-Pandemie abgesagt.

## Persönliches
Sie lebt derzeit in Belgrad, wo sie an einem Institut arabische Sprachen und Literatur studiert. Sie spricht Serbisch, Englisch, Italienisch, Spanisch und Arabisch.

## Diskografie

### Alben
- 2023: Remek-delo

### EPs
- 2016: Tri boje zvuka
- 2024: Makadam

### Singles (Auswahl)
- 2016: Goodbye (Shelter)
- 2017: Genesis (mit Meta)
- 2022: Omadjijan
- 2022: Djerdan (mit Nucci)
- 2023: Hanuma
- 2023: Kriva je kafana (mit Cvija)
- 2023: Zelenooka
- 2023: Ruzmarin (mit Nucci)
- 2023: Đene Đene
- 2023: Ološi
- 2023: Lako Je Njoj
- 2023: Idi Ljubi (mit Gazda Paja)
- 2024: Marrakesh – Dubai (mit Tea Tairović)
- 2024: Oko Oko (mit Amar Gile)
- 2024: Znas li Gde Je Nebo Moje (mit Dusan Svilar)